# Denkmal für die Waffen-SS
Das Denkmal für die Waffen-SS war ein privates Ehrenmal für die Gefallenen des I. Panzer-Korps der Waffen-SS. Es wurde im Jahr 1971 in Marienfels (Rheinland-Pfalz) errichtet und im Jahr 2004 durch Unbekannte zerstört. Seit 2003 war das Denkmal Zielort mehrerer rechtsextremer Kundgebungen und Aufmärsche. Das zerstörte Denkmal wurde eingelagert und auf dem Privatgrundstück des Neonazis Thorsten Heise in Fretterode (Thüringen) wieder aufgebaut.

## Das Denkmal in Marienfels

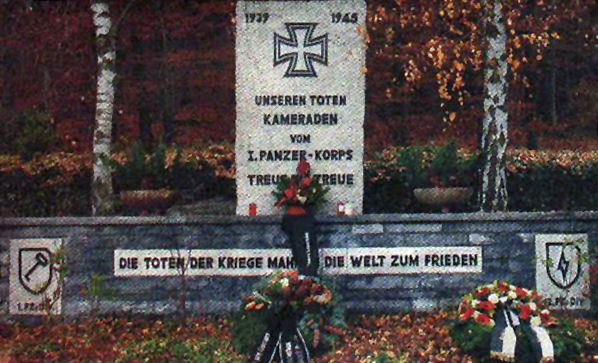
Denkmal für die Waffen-SS

In den Jahren 1939/40 war die Leibstandarte SS Adolf Hitler (LSSAH) für einige Zeit in Marienfels stationiert. Im Jahr 1971 verpachtete die Gemeinde daher dem „Kameradschaftsverband der Soldaten der 1. und 12. Panzer-Division der ehemaligen Waffen-SS“ ein Stück Land auf dem Marienfelser Friedhof, auf dem dieser bald darauf ein Kriegerdenkmal aufstellte. Der Bürgermeister schloss mit dem Kameradschaftsverband einen Pachtvertrag über 30 Jahre mit einer Pacht in Höhe von 450 DM. Das Ehrenmal war ein etwa sechs Meter langer, 60 cm breiter und drei Meter hoher Gedenkstein mit einem Eisernen Kreuz und der Aufschrift 1939 – 1945. Unseren Toten Kameraden vom I. Panzer-Korps. Treue um Treue. Der Sockel zeigte die Inschrift Die Toten der Kriege mahnen die Welt zum Frieden und die Abzeichen der 1. SS-Panzer-Division Leibstandarte SS Adolf Hitler sowie der 12. SS-Panzer-Division „Hitlerjugend“. Das Denkmal wurde am Pfingstsonntag 1971 feierlich eingeweiht. Anschließend trafen sich alljährlich am Volkstrauertag der Kameradschaftsverband und dessen Familienangehörige. Im Laufe der Jahre kamen zunehmend jugendliche Neonazis hinzu. Am Fuße des Steins befand sich die Urne des ehemaligen Vorsitzenden des Kameradschaftsverbandes Walter Ewert.
In den Jahren 1977 und 1989 wurde gegen diese Gedenkfeiern demonstriert. Bei der zweiten Demonstration kam es zu Auseinandersetzungen zwischen den Kundgebungsteilnehmern und Antifaschisten. Nach zunächst verschärften Auflagen lehnte der Gemeinderat von Marienfels mit Auslaufen des Pachtvertrags 2001 eine Verlängerung einstimmig ab. Der Bürgermeister erklärte, das 30 Jahre alte Denkmal allerdings „aus Ehrfurcht vor den Alten“ noch unbefristet dulden zu wollen. Der Kameradschaftsverband sollte für eine mögliche Beseitigung des Denkmals eine 3000 Euro hohe Sicherheitsleistung hinterlegen, zahlte jedoch zwei Jahre lang nicht. Daraufhin wurde erneut eine Frist bis zum 1. August 2003 gesetzt, diese Vereinbarung zu akzeptieren oder den Gedenkstein bis zum 1. September zu entfernen. Mitte April 2004 einigten sich Gemeinde und Kameradschaftsverband darauf, dass der Gedenkstein bis Ende 2005 entfernt wird.

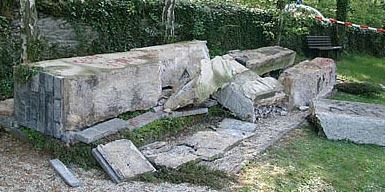
Denkmalreste (2006)

In der Nacht vom 29. auf den 30. April 2004 zerstörten Unbekannte das Denkmal. Dabei wurde die Steinkonstruktion nahezu vollständig zerbrochen und ein bereits geplanter Wiederaufbau in einer anderen Gemeinde in Süddeutschland für längere Zeit verhindert. Das Datum wurde mit Hinblick auf den Suizid von Adolf Hitler und seiner Frau Eva Braun am gleichen Tag und das Hissen der sowjetischen Fahne auf dem Berliner Reichstagsgebäude vermutlich bewusst gewählt.

## Die Neonazi-Demonstrationen
Schon bald nach Bekanntgabe der Demontagepläne durch die Gemeinde organisierte der SS-Kameradschaftsverband zusammen mit der NPD und Freien Kameradschaften eine Demonstration für den Erhalt des Denkmals am 22. November 2003 mit 300 bis 400 Teilnehmern, an welcher auch Altnazi und Ritterkreuzträger Otto Riehs und Neonazi Thomas „Steiner“ Wulff als Redner teilnahmen. Gegen die Rechtsextremen demonstrierten etwa 600 Menschen, darunter viele aus dem Dorf und der Umgebung. Die Gegenkundgebung wurde unter anderem vom rheinland-pfälzischen Ministerpräsidenten Kurt Beck unterstützt.
Am 8. Mai 2004 sammelten sich erneut etwa 200 Rechtsextreme, um über den Verlust des Denkmals zu klagen und den Wiederaufbau des Gedenksteins zu fordern. Neben den regionalen Kameradschaften Westerwald, MSC 28 (Limburg) und der Schwarzen Division Rheinhessen kamen zahlreiche Neonazis aus dem benachbarten Nordrhein-Westfalen, die mit Claus Cremer, Ralph Tegethoff und dem Bonner NPD-Kreisvorsitzenden Robert Klug auch die Redner stellten. Die Mobilisierung wurde durch das Aktionsbüro Norddeutschland unter Christian Worch vorangetrieben.
Zum dritten Mal innerhalb eines Jahres demonstrierten etwa 300 Menschen für den Wiederaufbau am 20. November 2004 im nahegelegenen Nastätten im Taunus. Diese waren überwiegend einheimische Bürger aus der Umgebung. Die Gegendemonstration belief sich auf maximal 50 Teilnehmer. Des Weiteren waren noch 50–100 Antifaschisten angereist, denen es gelang, eine Straßensperre in der Rheingaustraße zu durchbrechen. Diese wurden allerdings von der Polizei kurz darauf festgenommen. Zuvor hatten sich diese am Nastätter Bürgerhaus versammelt und waren von der Polizei umstellt gewesen. Wie es zum Beinahe-Zusammenstoß der Parteien kam, ist nicht geklärt.
Ein weiteres Mal waren 150 Nationalisten am 28. Mai 2005 in Marienfels, als Redner traten diesmal Siegfried „SS-Siggi“ Borchardt, ein weiteres Mal Ralph Tegethoff, der Geschäftsführer der extremen rechten Nederlandse Volksunie (NVU) und ehemaliger Aktivist der Aktiefront Nationale Socialisten (ANS) Constant Kusters sowie Sven Skoda von der Kameradschaft Düsseldorf auf. Außerdem wurde ein Grußwort des NPD-Parteivorsitzenden Udo Voigt verlesen.

## Umsetzung nach Fretterode
Anfang Februar 2006 berichteten zahlreiche überregionale Medien, darunter der MDR und die Berliner Morgenpost, von Plänen, nach denen ehemalige Angehörige der Waffen-SS das Marienfelser Ehrenmal auf dem Privatgelände des Thüringer NPD-Vorstandsmitglieds Thorsten Heise in Fretterode wiedererrichten wollten. Nach Informationen der Journalistin Andrea Röpke im Internetjournal Blick nach Rechts gab es bereits eine Vereinbarung vom 9. Oktober 2005 zwischen Thorsten Heise und dem Vorstand des Kameradschaftsverbandes, in der Formalitäten wie der Transport von Altendiez an der Lahn nach Fretterode geregelt wurden. Demnach verpflichte sich Heise, das Denkmal nicht für parteipolitische Zwecke zu nutzen, sondern nur für Gedenkfeiern im Sinne der Veteranen.
In einer ersten Stellungnahme hat die Thüringer Landesregierung die Pläne verurteilt und die Behörden vor Ort ermutigt, „sämtliche rechtlichen Mittel gegen ein solches Denkmal auszuschöpfen“. Regierungssprecher Uwe Spindeldreier meinte: „Bei dem angestrebten so genannten Ehrenmal auf dem Grundstück des Thüringer NPD-Vorstandsmitglieds gehe es nicht um Erinnerung, sondern um politische Instrumentalisierung durch Extremisten.“ Auch die Kreisvorsitzende der Linkspartei.PDS, der CDU-Kreisvorsitzende sowie der Landrat Werner Henning (CDU) wandten sich gegen diese Pläne. Dennoch wurde im Juni 2006 das Denkmal wieder aufgebaut. Anfang 2013 wurde in einem Rundbrief der Landsmannschaft Ostpreußen – Landesgruppe Nordrhein-Westfalen e. V. empfohlen, dieses Denkmal, das laut der Landsmannschaft unter anderem den Opfern von „Flucht und Vertreibung“ gewidmet sei, aufzusuchen. Die angegebene Rufnummer, unter der man sich anmelden solle, ist die von Heises „W + B Medien“ – Versand.